# Gymnocrex rosenbergii
La cotara cariazul, cotara cara azul o cotara calvo (Gymnocrex rosenbergii) es una especie de ave gruiforme de la familia Rallidae endémica de Indonesia.

## Distribución
Se encuentra únicamente en las islas de Célebes y Peleng.